# SN 1983M
SN 1983M – niepotwierdzona supernowa odkryta 9 czerwca 1983 roku w galaktyce NGC 7418A. W momencie odkrycia miała maksymalną jasność 16,00m.